# دیانسفال
دیانسفال  (به انگلیسی: Diencephalon) یا مغز میانجی دومین بخش از مغز پیشین است که بین مغز پیشین (تلانسفال) و مغز میانی قرار دارد و بطن سوم را در بر می‌گیرد. مهم‌ترین اجزای میانجی‌مغز، تالاموس و هیپوتالاموس می‌باشند.
دیانسفال شامل تشکیلاتی است که در عمق سطح داخلی نیمکره‌ها واقع شده‌است. در زیر تالاموس شیاری به نام هیپوتالامیک وجود دارد که زیر و جلوی آن را منطقه هیپوتالاموس و زیر و عقب شیار هیپوتالامیک را ساب‌تالاموس گویند که به صورت یک منطقه کوچک است و در عقب آن منطقه اپی‌تالاموس است. این مجموعه را دیانسفال یا تشکیلات اطراف بطن سوم گویند. هیپوتالاموس دارای هسته‌های مختلف خودکار بوده، از این رو در ارتباط با مراکز خودکار بدن می‌باشد. تالاموس، ساب‌تالاموس، اپی تالاموس، هیپوتالاموس و متاتالاموس جمعا دیانسفال را تشکیل می‌دهند.